# Noch mehr Rauch um überhaupt nichts
Noch mehr Rauch um überhaupt nichts (Originaltitel: Cheech and Chong’s Next Movie) ist eine US-amerikanische Filmkomödie des Comedy-Duos Cheech und Chong aus dem Jahr 1980.

## Handlung
Während Cheech seiner Arbeit bei einem Filmstudio nachgeht, ist Chong zuhause und belästigt die Nachbarn mit allerlei Lärm. Als Cheech entlassen wird, suchen die beiden dessen Freundin Donna auf, die beim Sozialamt arbeitet. Das Auftreten von Cheech und Chong führt zur Verärgerung von Donnas Vorgesetzten, der die beiden herauswerfen lässt. Später erhält Cheech einen Anruf von Donna. Mit der Aussicht auf ein Stelldichein versucht er Chong aus dem Haus zu komplementieren und beginnt damit, die Wohnung herzurichten. Unterbrochen wird er dabei von einem weiteren Anruf; diesmal ist es sein weitläufiger Verwandter Red, der ihn um Hilfe bittet. Auf Bitten von Cheech macht sich Chong auf den Weg zu Red, der in einem örtlichen Hotel abgestiegen ist. Dort angekommen, findet Chong diesen im Streit mit dem Hotelrezeptionisten vor, da Red seine Rechnung nicht zahlen kann. Da das Hotel Reds Koffer als Pfand zurückbehält, brechen Chong und Red kurzerhand in die Abstellkammer ein und verschwinden, ohne zu zahlen.
Die beiden machen nun einen Abstecher in ein Bordell. Als sie durch ihr Benehmen negativ auffallen, werden sie dort herausgeworfen. Eines der Mädchen schließt sich den beiden jedoch an, und gemeinsam machen sie sich mit dem „geliehenen“ Auto von deren Eltern auf den Weg zum Sunset Boulevard. In einem dortigen Comedy-Club geben Chong und Red spontan einen Stand-up-Auftritt. Als der Hotelrezeptionist auftaucht, kommt es zum Tumult, in den auch die Türsteherin eingreift. Sie flüchten und fahren hinaus aufs Land, wo Red Cannabis anpflanzt. Dort werden sie mitsamt der Drogen von einem UFO entführt.
Da er sich beim gestrigen Aufräumen so verausgabt hatte, verschlief Cheech den größten Teil seines Schäferstündchens mit Donna. Er wird am nächsten Morgen von einem merkwürdig gekleideten Chong geweckt, der ihm „Weltraumdrogen“ aus dem All mitgebracht hat. Cheech läuft im Drogenrausch Amok und zerstört das Nachbarhaus, woraufhin beide ins All fliegen.

## Synchronisation
Im Gegensatz zum vorherigen Film wurden beide Hauptdarsteller von unterschiedlichen Sprechern synchronisiert. Heinz Freitag übernahm für Christian Brückner und Michael Nowka für Manfred Lehmann.
| Rolle       | Schauspieler    | Synchronsprecher |
| ----------- | --------------- | ---------------- |
| Chong       | Tommy Chong     | Heinz Freitag    |
| Cheech      | Cheech Marin    | Michael Nowka    |
| Donna       | Evelyn Guerrero | Hansi Jochmann   |
| Candy       | Betty Kennedy   | Rita Engelmann   |
| Mr. Neatnik | Sy Kramer       | Rolf Schult      |

## Produktion
Cheech und Chong hatten zwei Jahre zuvor mit Viel Rauch um nichts nicht nur einen Überraschungshit gelandet, sondern damit auch das Filmgenre des Stoner-Movies begründet. Die Trilogie um die beiden Kiffer wurde 1981 mit Cheech & Chongs heiße Träume zum Abschluss gebracht.

## Kritik
„Ohne zusammenhängende Handlung, ohne inszenatorisches Geschick und voll abgeschmackter Gags, die vorwiegend unter die Gürtellinie zielen.“